# Halina Martinowa
Halina Lidia Martinowa, również Halina Martin z domu Duma de Vajda Hunyad, ps. „Dorota” „Maja”, „Zakos”, „Pawłowska” (ur. 20 sierpnia 1911 w Warszawie, zm. 26 października 2007 w Londynie) – współpracowniczka Biura Informacji i Propagandy Komendy Głównej Armii Krajowej, łączniczka i sanitariuszka batalionu „Zośka”, organizatorka konspiracji terenowej w powiecie grójeckim. Jedna z założycielek i wieloletnia przewodnicząca Funduszu Inwalidów AK i Pomocy na Kraj, przez długi czas wiceprzewodnicząca Zarządu Głównego Koła AK w Londynie i redaktorka Biuletynu Informacyjnego, autorka publikacji naukowych dokumentujących polską konspirację podczas II wojny światowej.

## Życiorys
W 1935 wyszła za mąż za Wiktora Martina, bliskiego współpracownika Eugeniusza Kwiatkowskiego. Po zajęciu Zaolzia przeniosła się wraz z rodziną do koncernu Karwina–Trzyniec na Zaolziu. Na żądanie władz polskich organizowała tam punkty sanitarne, pomagała uciekinierom z Czechosłowacji, współpracowała z wywiadem. Po wybuchu wojny udała się do Pawłowic, gdzie znajdował się majątek jej rodziców. Magazynowała broń pozostawioną przez oddziały polskie, ukrywała bezdomnych, sieroty i ukrywających się żołnierzy. W 1940 została zaprzysiężona przez Kazimierza Gorzkowskiego „Andrzej”, „As”, „Sokolnicki” do Związku Walki Zbrojnej, współpracowała z Biurem Informacji i Propagandy, publikowała teksty w „Biuletynie Informacyjnym”. Po zarekwirowaniu Pawłowic we wrześniu 1942 mieszkała w Warszawie, Zalesiu i Józefowie. Współpracowała z oddziałem bojowym Kedywu Zdzisława Zajdlera-Rybickiego „Żbika”. W 1943 przydzielono ją do zadań specjalnych przy Komendzie Obszaru Warszawskiego, gdzie odpowiadała za prowadzenie propagandy antykomunistycznej.
Jako ochotniczka zgłosiła się do powstania warszawskiego. Przez pierwsze dni prowadziła dla Komendy Głównej Armii Krajowej nasłuchy radiowe w trzech językach. Od 2 do 17 września 1944 była łączniczką w plutonie „Sznicy” batalionu „Zośka” oraz sanitariuszką w szpitalu przy ul. Okrąg 2 (od 2 do 15 września), następnie w szpitalu przy ul. Wilanowskiej 5 na Czerniakowskie (od 15 do 17 września). 19 września została ranna podczas przeprawy do Świdra. Tego samego dnia została ewakuowana na Pragę. W ciągu kilku dni przedostała się do Świdra, gdzie podjęła pracę na poczcie. Od 20 września 1944 do 7 lutego 1945, będąc w Komendzie Obwodu Otwock AK, opiekowała się powstańcami warszawskimi i żołnierzami Armii Krajowej z Wileńszczyzny. Ponadto pełniła zadania wywiadowcze. Po rozwiązaniu Armii Krajowej działała w Delegaturze Sił Zbrojnych na Kraj i „NIE”.
Na polecenie płk. Józefa Rybickiego w 1946 odeszła z konspiracji. W listopadzie tego samego roku wyjechała z dziećmi do męża w Wielkiej Brytanii. W 1950 w Londynie ukończyła Szkołę Sztuk Pięknych. Na początku lat 80. utworzyła sieć punktów odbioru pomocy charytatywnej dla Polski.
Została odznaczona m.in. Krzyżem Armii Krajowej, Srebrnym Krzyżem Zasługi z Mieczami, Medalem Wojska (czterokrotnie), Krzyżem Oficerskim Orderu Odrodzenia Polski (19 marca 1986). W 2007 otrzymała nagrodę „Kustosz Pamięci Narodowej”.

## Dorobek naukowy
Pod jej redakcją ukazały się: 
- Szare Szeregi. ZHP w czasie II wojny światowej, Główna Kwatera harcerzy „Pasieka”, Ocalałe dokumenty, Londyn 1982[5]
- Łączność, sabotaż, dywersja. Kobiety w Armii Krajowej, Londyn 1985[11] (w Polsce wydana w 1987 roku w drugim obiegu)[13].